# 马塞洛·埃布拉德
馬塞洛·路易斯·埃布拉德·卡紹馮（西班牙語：Marcelo Luis Ebrard Casaubón；1959年10月10日—）是墨西哥政治家，现任墨西哥经济部长，前墨西哥外交部长。自2018年起加入国家复兴运动党，并于2018年12月1日被前墨西哥总统安德烈斯·曼努埃尔·洛佩斯·奥夫拉多尔任命为外交部长。他之前曾担任联合国人居署主席。
他是民主革命党领导的选举联盟之成功候选人，在2006年联邦区选举中担任联邦区政府首脑，一直担任该职位至2012年。他还曾任墨西哥聯邦區前秘书长、公安部长、墨西哥首都社会发展部部长。2010年，埃布拉德被Project World Mayor提名为“世界最佳市长”。  2009年至2012年，任世界市長氣候變化委員會主席。 